# Бондин, Юрий Николаевич
Ю́рий Никола́евич Бо́ндин (род. 16 декабря 1946, г. Белгород-Днестровский, Одесская область) — государственный менеджер в кораблестроительной отрасли Украины, политический деятель.
Генеральный директор государственного предприятия "Научно-производственный комплекс газотурбостроения «Зоря-Машпроект» (г. Николаев, с 2002), член исполкома Николаевского городского совета. Герой Украины (2004).

## Биография
Окончил Николаевский кораблестроительный институт (1975), специальность «Технология и оборудование сварочного производства».
Член Совета предпринимателей при Кабинете министров Украины (ноябрь 2002—апрель 2004).
Доверенное лицо кандидата на пост Президента Украины В. Януковича в территориальном избирательном округе № 130 (2004—2005).
Член Партии регионов Украины с 2009 года.

### Производственная деятельность
- 1963—1965 — токарь, Союзное проектное бюро «Машпроект».
- 1965—1968 — служба в Советской армии моряком Черноморского флота.
- 1969—1973 — слесарь, газосварщик.
- 1973—1977 — секретарь комитета комсомола.
- 1977—1982 — заместитель главы комитета профсоюза.
- 1982—1984 — заместитель начальника производственно-диспетчерского отдела.
- 1984—1987 — начальник производства товаров народного потребления.
- 1987—1993 — заместитель генерального директора по быту и социальным вопросам.
- 1993 — заместитель генерального директора по финансам и экономике.
- 1993—1998 — директор по финансам и экономике.
- 1998—2001 — 1-й заместитель генерального директора — директор по финансам и экономике.
- 2001 — генеральный директор, ПО «Зоря».
- 2001—2002 — исполняющий обязанности генерального директора, ГП «Научно-производственный комплекс газотурбостроения „Зоря-Машпроект“».

## Награды и отличия
- Герой Украины (с вручением ордена Державы, 18 мая 2004 — за выдающиеся личные заслуги перед Украинским государством в развитии отечественного машиностроения, многолетний самоотверженный труд).
- Знак отличия Президента Украины — юбилейная медаль «20 лет независимости Украины» (19 августа 2011 года)[2]
- Лауреат Государственной премии Украины в области науки и техники (2006).
- Заслуженный машиностроитель Украины.
- Член Инженерной академии Украины, член-корреспондент Международной кадровой академии.
- Почётный гражданин г. Николаева.